# Dodge 600
Dodge 600 – samochód osobowy klasy średniej produkowany pod amerykańską marką Dodge w latach 1983 – 1988. 

## Historia i opis modelu

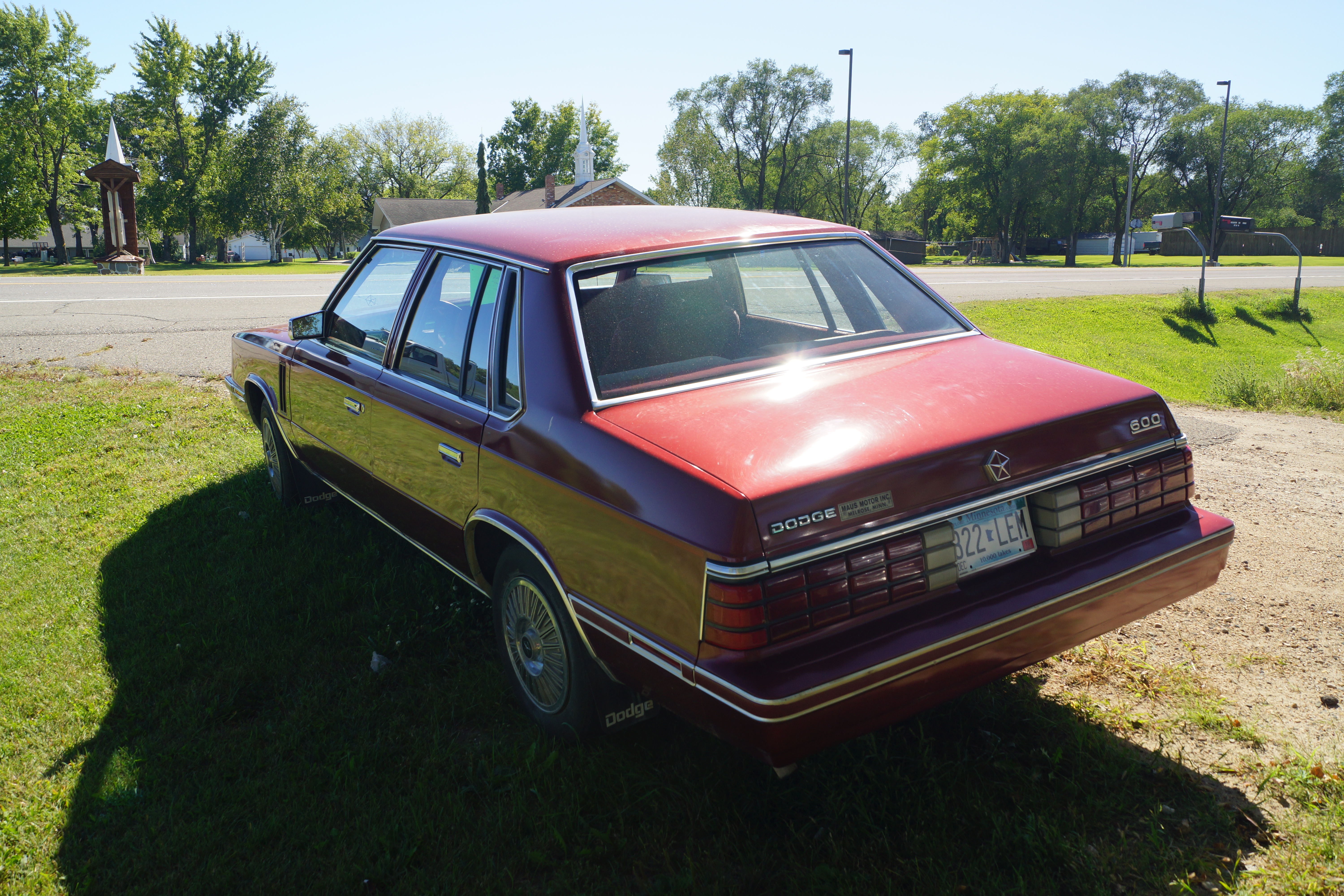
Dodge 600 - tył

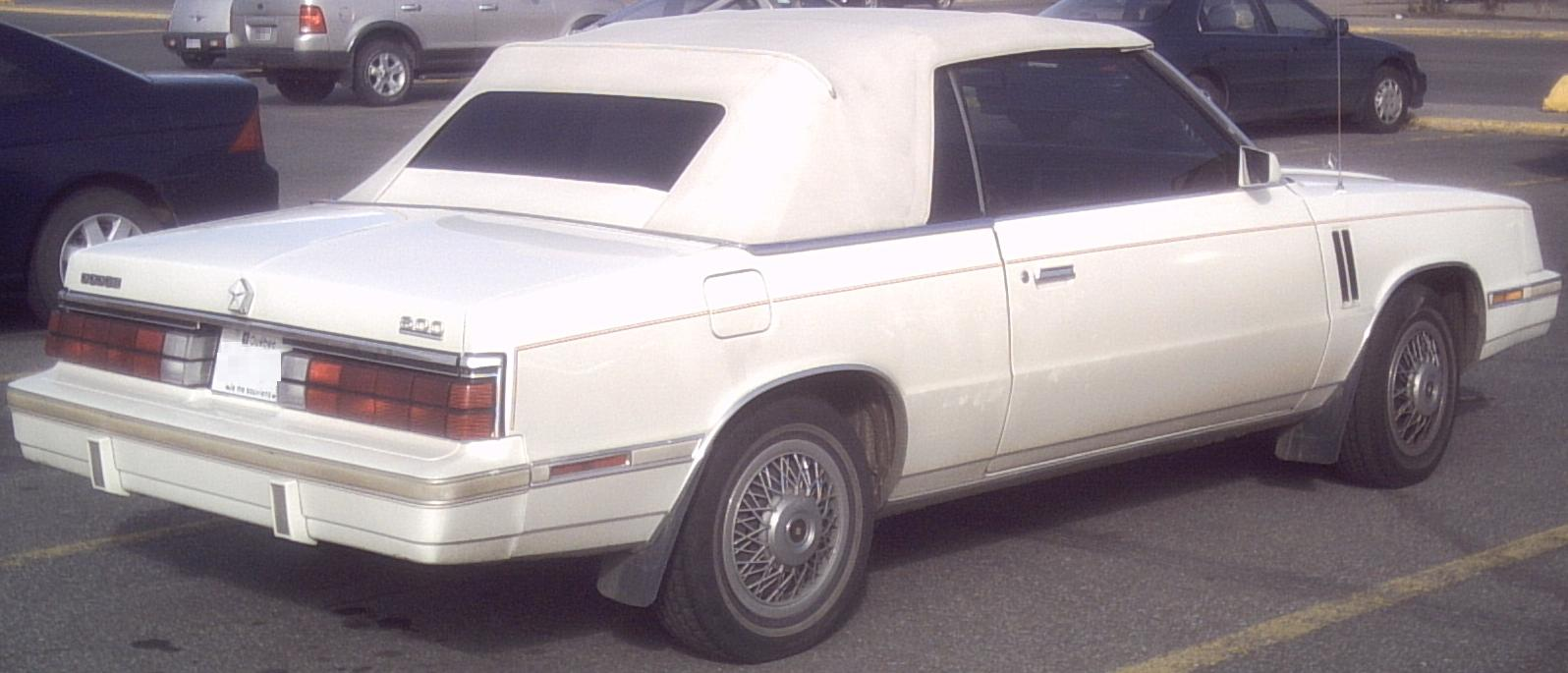
Dodge 600 Cabrio

Dodge 600 został oparty na płycie podłogowej Chrysler-K (coupé i kabriolet), sedan zaś wykorzystywał platformę E-body. Samochód zastąpił w ofercie model 400 w wariantach coupe i kabriolet. Dostępny był zarówno 2-drzwiowe coupé, 2-drzwiowy kabriolet, jak i 4-drzwiowy sedan. Do napędu używano benzynowych silników R4 o pojemności 2,2 (także z turbodoładowaniem), 2,5 lub 2,6 litra. Moc przenoszona była na oś przednią poprzez 3-biegową automatyczną bądź 5-biegową manualną skrzynię biegów. W 1983 samochód został zastąpiony w linii Dodge'a przez modele Dynasty i Spirit.

### Wersje wyposażeniowe
- ES
- ES Turbo

### Silniki
- L4 2.2l K
- L4 2.2l Turbo
- L4 2.5l K
- L4 2.6l Mitsubishi